# Monastère de Tavna
Le monastère de Tavna (en serbe cyrillique : Манастир Тавна ; en serbe latin : Manastir Tavna) est un monastère orthodoxe serbe situé en Bosnie-Herzégovine, sur le territoire du village de Banjica et dans la municipalité de Bijeljina. Il remonte sans doute au Moyen Âge et son église, construite au XVIe siècle est inscrite sur la liste des monuments nationaux de Bosnie-Herzégovine.
L'église du monastère est dédiée à la Sainte Trinité.